# Ernesto Garzón Valdés
Ernesto Garzón Valdés (Córdoba, Argentina; 17 de febrero de 1927 - Bonn, Alemania; 19 de noviembre de 2023) fue un filósofo del derecho, filósofo moral y filósofo político argentino. Autor de diversos libros y un gran número de artículos publicados en más de cinco idiomas y en más de veinte países, sus trabajos han influido a varias generaciones de juristas europeos y latinoamericanos. Algunas de sus aportaciones más destacadas han versado sobre la teoría de la democracia, los derechos fundamentales como "coto vedado" o restricciones a la voluntad democrática, el paternalismo jurídico, la tolerancia, la estabilidad de los sistemas políticos, el multiculturalismo, entre otros asuntos.

## Carrera
Fue profesor de filosofía del derecho de la Universidad Nacional de Córdoba y la Universidad Nacional de La Plata en Argentina, hasta exiliarse en Alemania a causa de la dictadura argentina de 1976, y luego enseñó en las universidades de Bonn, Colonia y Maguncia. Fue miembro del Servicio Diplomático de la República Argentina, como agregado cultural y ministro plenipotenciario de la Embajada Argentina en Bonn, hasta que fue expulsado en 1977 de la carrera diplomática por razones políticas. En 1981 ocupó la cátedra de Teoría Política de la Universidad Johannes Gutenberg de Maguncia (Mainz). Fue también profesor visitante en diversas universidades europeas y latinoamericanas, entre las que destacan por su especial colaboración la Universidad Pompeu Fabra de Barcelona y el Instituto Tecnológico Autónomo de México.
Fue doctor honoris causa por diversas universidades, entre ellas la Universidad Pompeu Fabra (España), Universidad Nacional de Córdoba (Argentina), Universidad de Palermo (Argentina), Universidad de Valencia (España), Universidad de Helsinki (Finlandia), Universidad Nacional del Litoral (Santa Fe, Argentina), Universidad de Valparaíso (Chile), Universidad de Alicante (España) y la Universidad de Buenos Aires.
Fue miembro de las Academias de Ciencias Sociales y Derecho de Córdoba y Buenos Aires, en Argentina, y de la Academia de Ciencias en Finlandia. También fue Presidente del Tampere Club (Finlandia) y de la Fundación Coloquio Jurídico Europeo (Madrid, España), entre otros organismos y fundaciones.
Fue coeditor o miembro del consejo asesor de numerosas revistas, entre las que destacan Análisis Filosófico, Archiv für Rechts-und Sozialphilosophie, Doxa, Isonomía y Law and Philosophy. Su extensa obra en castellano, alemán, inglés e italiano influyó especialmente sobre la filosofía del derecho de habla hispana e italiana. Se ocupó de una gran cantidad de cuestiones y problemas de la filosofía del derecho, moral y política, generalmente publicando sus trabajos en forma de artículos. Destacan sus contribuciones en la teoría de la representación de la democracia, sobre cuestiones de tolerancia.

## Obras
- 1970: Derecho y «naturaleza de las cosas». Análisis de una nueva versión del derecho natural en el pensamiento jurídico alemán contemporáneo, Universidad de Córdoba, Córdoba.
- 1987: El concepto de estabilidad de los sistemas políticos, CEC, Madrid. Reeditado en México, Fontamara, 1992.
- 1988: Die Stabilität politischer Systeme. Analyse des Begriffs mit Fallbeispielen aus Lateinamerika, Alber, Múnich/Friburgo.
- 1993: Derecho, ética y política, CEC, Madrid.
- 1999: Instituciones suicidas, Paidós, México.
- 2000: El velo de la ilusión: Apuntes sobre una vida argentina y su realidad política, Ed. Sudamericana, Buenos Aires.
- 2001: Filosofía, política, derecho: escritos seleccionados, ed. a cargo de J. de Lucas, Universidad de Valencia, Valencia
- 2003: Tolleranza, responsabilità e Stato de diritto. Saggi di filosofia morale e politica, trad. ita. de P. Comanducci y T. Mazzarese, il Mulino, Bologna.
- 2004: Calamidades, Gedisa, Barcelona.
- 2005: Por qué estoy aquí. Tres justificaciones y una excusa, Universidad Nacional, La Rioja.
- 2006: Tolerancia, dignidad y democracia, Universidad Inca Garcilaso de la Vega, Lima.
- 2011: Propuestas, Trotta, Madrid.

## Artículos (selección entre sus últimas publicaciones)
- Los deberes positivos generales y su fundamentación en DOXA (Alicante) 3 (1986), págs. 17-33.
- Acerca de los conceptos de publicidad, opinión pública, opinión de la mayoría y sus relaciones recíprocas en DOXA (Alicante) 14 (1993), págs. 77-95.
- Mercado y Justicia en Isonomía (México) 2 (abril de 1995), págs. 7-28.
- El enunciado de responsabilidad en DOXA (Alicante) 19 (1996), págs. 259-286.
- ¡Todavía aquí! en Nexos (México D.F.), agosto de 2007, págs. 63-67.
- Las muletas morales del ciudadano en la democracia en José Rubio Carracedo, Ana María Salmerón y Manuel Toscano Méndez (eds.), Ética, ciudadanía y democracia, Málaga: Contrastes. Revista Internacional de Filosofía, 2007, págs. 97-113.
- Cinco consideraciones acerca de la concepción de los derechos sociales en Robert Alexy, en Robert Alexy, Derechos sociales y ponderación, Madrid: Fundación Coloquio Jurídico Europeo, 2008, págs. 151-161.
- La calamidad moral del Holocausto en Nexos (México D. F.), marzo de 2008, págs. 20-29. Reimpreso en Estudios en homenaje al profesor Gregorio Peces-Barba, Madrid: Dykinson, 2008, Vol. IV, págs. 459-478.
- Algunas consideraciones sobre la posibilidad de asegurar la vigencia del "coto vedado" a nivel internacional en Fernando Serrano Migallón y Rodolfo Vázquez (coordinadores), Ciencia jurídica y Constitución. Ensayos en homenaje a Rolando Tamayo y Salmorán, México: Porrúa, 2008, págs. 349-360.
- ¿Qué puede significar "pensar en español"? en Arbor, Vol. CLXXXIV, N.º 734 (noviembre-diciembre de 2008), págs. 997-1005.
- Identidad y tolerancia en Raúl Susín Betrán y David San Martín Segura (coordinadores), De identidades. Reconocimiento y diferencia en la modernidad lí¬quida, Valencia: Tirant lo blanch, 2008, págs. 37-74.
- Mi itinerario iusfilosófico en Jueces para la democracia, 62, julio de 2008, págs. 52-56. Publicado también en Nexos, México D.F., N.° 369 (septiembre de 2008), págs. 35-38, bajo el título Moralejas de una vida intelectual.
- Pluralismo, diferencia y desigualdad en Estudios de Filosofía en el III Congreso Iberoamericano de Filosofía. Memorias, Medellín: Universidad de Antioquia, 2008, págs. 171-187.
- Las élites latinoamericanas en Ernesto Garzón Valdés, Javier Muguerza y Tony R. Murphy (comps.), Democracia y cultura política, Las Palmas de Gran Canaria: Fundación Mapfre Guanarteme, 2009, págs. 205-243.
- ¿Cuentan los números en las decisiones morales? en Claves de Razón Práctica, N.º 192 (mayo de 2009), págs. 14-24.
- Dignidad, derechos humanos y democracia en Revista de Derecho Penal, Buenos Aires, 2009 – 1, págs. 13-33.
- Restricciones de la democracia representativa en Claves de Razón Práctica, N.º 199 (enero/febrero de 2010), págs. 12-20.

## Premios y reconocimientos
Su trayectoria fue reconocida ampliamente, recibiendo la Medalla Goethe (1986), la Gran Cruz al Mérito de la República Federal Alemana (1972), el Comendador de la Orden de San Carlos en Colombia (1972), el Comendador de la Orden al Mérito en Italia (1973), el Premio Luis Federico Leloir (1992), el Premio Konex de Humanidades en 1996 y 2006, y el Premio Konex de Platino de Humanidades en 2006.
Fue nombrado doctor honoris causa por diversas universidades, entre ellas la Universidad Nacional de Córdoba (Argentina), Universidad de Palermo (Argentina), Universidad de Valencia (España), Universidad de Helsinki (Finlandia), Universidad Nacional del Litoral (Santa Fe, Argentina), Universidad de Valparaíso (Chile), Universidad de Alicante (España), y Universidad de Buenos Aires. En octubre de 2011, la Universitat Pompeu Fabra de Barcelona (España) le concedió igualmente el doctorado Honoris Causa. En dicha Universidad Garzón Valdés impartió un seminario mensual a lo largo de veinte años.